# Rivière Villebon
Rivière Villebon är ett vattendrag i Kanada.   Det ligger i provinsen Québec, i den sydöstra delen av landet, 300 km norr om huvudstaden Ottawa. Rivière Villebon ligger vid sjön Lac Simon.
I omgivningarna runt Rivière Villebon växer i huvudsak blandskog. Trakten runt Rivière Villebon är nära nog obefolkad, med mindre än två invånare per kvadratkilometer.